# Damernas höga hopp i simhopp vid olympiska sommarspelen 1996
Damernas höga hopp i de olympiska simhoppstävlingarna vid de olympiska sommarspelen 1996 hölls den 26-27 juli i Georgia Tech Campus Recreation Center. 

## Medaljörer
| Event              | Guld            | Silver                 | Brons                |
| 10 meter höga hopp | Fu Mingxia Kina | Annika Walter Tyskland | Mary Ellen Clark USA |

## Resultat
| Placering | Simhoppare                 | Kval   | Kval      | Semifinal        | Semifinal        | Semifinal        | Semifinal        | Final            | Final            | Final            |
| Placering | Simhoppare                 | Poäng  | Placering | Poäng            | Placering        | Totalt           | Placering        | Poäng            | Placering        | Totalt           |
| --------- | -------------------------- | ------ | --------- | ---------------- | ---------------- | ---------------- | ---------------- | ---------------- | ---------------- | ---------------- |
| 1         | Fu Mingxia (CHN)           | 329,25 | 1         | 179,94           | 1                | 509,19           | 1                | 341,64           | 1                | 521,58           |
| 2         | Annika Walter (GER)        | 298,11 | 5         | 166,14           | 6                | 464,25           | 5                | 313,08           | 2                | 479,22           |
| 3         | Mary Ellen Clark (USA)     | 253,89 | 12        | 174,87           | 3                | 428,76           | 9                | 298,08           | 3                | 472,95           |
| 4         | Becky Ruehl (USA)          | 323,91 | 2         | 163,38           | 8                | 487,29           | 3                | 291,81           | 4                | 455,19           |
| 5         | Guo Jingjing (CHN)         | 315,39 | 4         | 177,30           | 2                | 492,69           | 2                | 269,91           | 6                | 447,21           |
| 6         | Olena Zjupina (UKR)        | 280,11 | 7         | 171,24           | 4                | 451,35           | 6                | 265,77           | 7                | 437,01           |
| 7         | Irina Vjguzova (KAZ)       | 319,11 | 3         | 158,40           | 12               | 477,51           | 4                | 274,20           | 5                | 432,60           |
| 8         | Olga Kristoforova (RUS)    | 268,65 | 8         | 167,07           | 5                | 435,72           | 8                | 259,05           | 9                | 426,12           |
| 9         | Hayley Allen (GBR)         | 251,73 | 14        | 158,43           | 11               | 410,16           | 12               | 259,68           | 8                | 418,11           |
| 10        | Clara Elena Ciocan (ROU)   | 281,52 | 6         | 157,41           | 13               | 438,93           | 7                | 256,05           | 10               | 413,46           |
| 11        | Anja Richter (AUT)         | 266,13 | 10        | 160,83           | 10               | 426,96           | 10               | 247,62           | 11               | 408,45           |
| 12        | Ute Wetzig (GER)           | 258,93 | 11        | 151,44           | 15               | 410,37           | 11               | 215,91           | 12               | 367,35           |
| 13        | Choe Myong-Hwa (PRK)       | 248,10 | 15        | 161,25           | 9                | 409,35           | 13               | Gick inte vidare | Gick inte vidare | Gick inte vidare |
| 14        | Svitlana Serbina (UKR)     | 244,05 | 18        | 165,06           | 7                | 409,11           | 14               | Gick inte vidare | Gick inte vidare | Gick inte vidare |
| 15        | Natalja Sjikina (KAZ)      | 267,18 | 9         | 138,60           | 18               | 405,78           | 15               | Gick inte vidare | Gick inte vidare | Gick inte vidare |
| 16        | Radoslava Georgieva (BUL)  | 246,06 | 16        | 156,48           | 14               | 402,54           | 16               | Gick inte vidare | Gick inte vidare | Gick inte vidare |
| 17        | María Alcalá (MEX)         | 252,36 | 13        | 147,99           | 17               | 400,35           | 17               | Gick inte vidare | Gick inte vidare | Gick inte vidare |
| 18        | Lesley Ward (GBR)          | 244,98 | 17        | 150,99           | 16               | 395,97           | 18               | Gick inte vidare | Gick inte vidare | Gick inte vidare |
| 19        | Vyninka Arlow (AUS)        | 243,57 | 19        | Gick inte vidare | Gick inte vidare | Gick inte vidare | Gick inte vidare | Gick inte vidare | Gick inte vidare | Gick inte vidare |
| 20        | Svetlana Timosjinina (RUS) | 242,76 | 20        | Gick inte vidare | Gick inte vidare | Gick inte vidare | Gick inte vidare | Gick inte vidare | Gick inte vidare | Gick inte vidare |
| 21        | Paige Gordon (CAN)         | 242,13 | 21        | Gick inte vidare | Gick inte vidare | Gick inte vidare | Gick inte vidare | Gick inte vidare | Gick inte vidare | Gick inte vidare |
| 22        | Anisoara Opriea (ROU)      | 233,34 | 22        | Gick inte vidare | Gick inte vidare | Gick inte vidare | Gick inte vidare | Gick inte vidare | Gick inte vidare | Gick inte vidare |
| 23        | Ri Ok-Rim (PRK)            | 230,16 | 23        | Gick inte vidare | Gick inte vidare | Gick inte vidare | Gick inte vidare | Gick inte vidare | Gick inte vidare | Gick inte vidare |
| 24        | Anne Montminy (CAN)        | 229,32 | 24        | Gick inte vidare | Gick inte vidare | Gick inte vidare | Gick inte vidare | Gick inte vidare | Gick inte vidare | Gick inte vidare |
| 25        | Vanessa Baker (AUS)        | 225,84 | 25        | Gick inte vidare | Gick inte vidare | Gick inte vidare | Gick inte vidare | Gick inte vidare | Gick inte vidare | Gick inte vidare |
| 26        | Daphne Hernández (CRC)     | 217,77 | 26        | Gick inte vidare | Gick inte vidare | Gick inte vidare | Gick inte vidare | Gick inte vidare | Gick inte vidare | Gick inte vidare |
| 27        | Dolores Saez (ESP)         | 216,36 | 27        | Gick inte vidare | Gick inte vidare | Gick inte vidare | Gick inte vidare | Gick inte vidare | Gick inte vidare | Gick inte vidare |
| 28        | Francesca d'Oriano (ITA)   | 202,86 | 28        | Gick inte vidare | Gick inte vidare | Gick inte vidare | Gick inte vidare | Gick inte vidare | Gick inte vidare | Gick inte vidare |
| 29        | Julie Danaux (FRA)         | 201,27 | 29        | Gick inte vidare | Gick inte vidare | Gick inte vidare | Gick inte vidare | Gick inte vidare | Gick inte vidare | Gick inte vidare |
| 30        | Ana Carolina Itzaina (URU) | 191,40 | 30        | Gick inte vidare | Gick inte vidare | Gick inte vidare | Gick inte vidare | Gick inte vidare | Gick inte vidare | Gick inte vidare |
| 31        | Im Youn-Gi (KOR)           | 180,15 | 31        | Gick inte vidare | Gick inte vidare | Gick inte vidare | Gick inte vidare | Gick inte vidare | Gick inte vidare | Gick inte vidare |
| 32        | Kim Yeo-Young (KOR)        | 166,56 | 32        | Gick inte vidare | Gick inte vidare | Gick inte vidare | Gick inte vidare | Gick inte vidare | Gick inte vidare | Gick inte vidare |
| 33        | Sukrutai Tommaoros (THA)   | 115,44 | 33        | Gick inte vidare | Gick inte vidare | Gick inte vidare | Gick inte vidare | Gick inte vidare | Gick inte vidare | Gick inte vidare |